# Tourtouse-et-Lasserre
Pour les articles homonymes, voir Lasserre.
Tourtouse-et-Lasserre est une ancienne commune française, située dans le département de l'Ariège en région Occitanie. 
La commune a été dissoute le 27 février 1888.

## Géographie

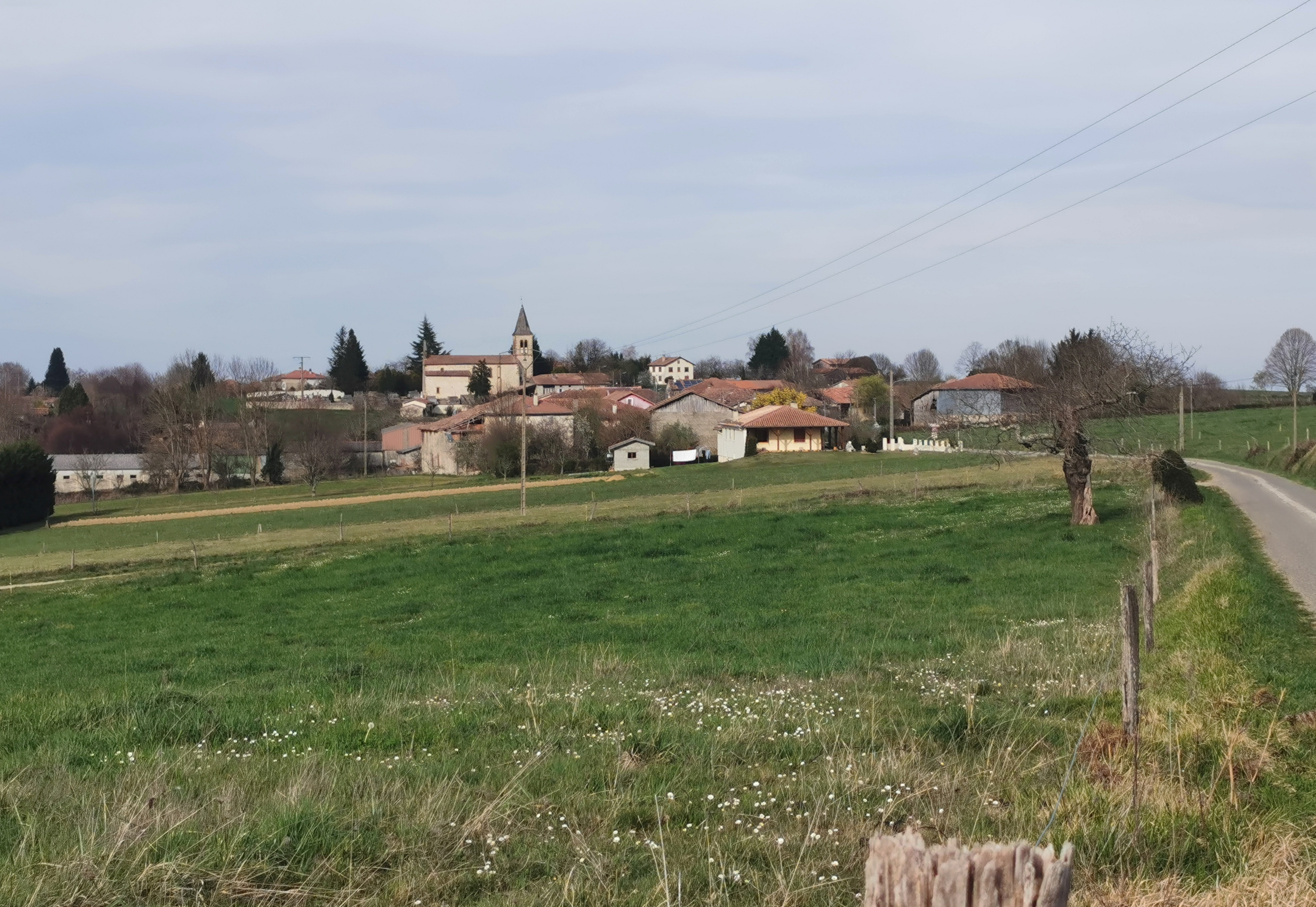
Le village de Lasserre.

## Histoire
La commune est créée en 1793.
Par la loi du 27 février 1888, la commune de Tourtouse-et-Lasserre est dissoute et supprimée. Sur son territoire ont été créées deux nouvelles communes :
- Lasserre, qui a reçu également une partie du territoire de Montardit
- Tourtouse

## Administration
| Période                                  | Période | Identité | Étiquette | Qualité |
| ---------------------------------------- | ------- | -------- | --------- | ------- |
| Les données manquantes sont à compléter. |         |          |           |         |
|                                          |         |          |           |         |

## Démographie
| 1793  | 1800  | 1806  | 1821  | 1831  | 1836  | 1841  | 1846  | 1851  |
| ----- | ----- | ----- | ----- | ----- | ----- | ----- | ----- | ----- |
| 1 265 | 1 376 | 1 380 | 1 372 | 1 545 | 1 482 | 1 544 | 1 519 | 1 417 |

| 1856  | 1861  | 1866  | 1872  | 1876  | 1881  | 1886  | - | - |
| ----- | ----- | ----- | ----- | ----- | ----- | ----- | - | - |
| 1 305 | 1 251 | 1 214 | 1 223 | 1 142 | 1 112 | 1 087 | - | - |

Histogramme

(élaboration graphique par Wikipédia)